# Pedro Tomás Gómez Cía
Pedro Tomás Gómez Cía (Pamplona, 1958) es un médico e investigador español especializado en cirugía plástica que desarrolla su actividad profesional en Sevilla, ciudad en la que se formó como médico residente y donde es actualmente jefe de la unidad especializada en cirugía plástica y grandes quemados de la Ciudad Sanitaria Virgen del Rocío. Esta unidad ha realizado numerosos reimplantes de miembros.
Gracias a sus trabajos de investigación ha sido posible el desarrollo de nuevas técnicas de microcirugía reconstructiva y la realización en enero del 2010 del noveno trasplante de cara que se efectúa en el mundo y el segundo en España.La revista Forbes lo nombró como uno de los 100 médicos españoles más relevantes del año 2019.
 El primero fue coordinado por el cirujano Pedro Cavadas en agosto del 2009. La intervención quirúrgica de trasplante de cara que fue coordinada por Pedro Tomás Gómez Cía precisó una fase de preparación de 15 meses y en ella se aplicaron de forma pionera técnicas de realidad virtual al proceso quirúrgico, para lograr definir con gran exactitud el tejido facial que se precisaba extraer del donante.